# بخش دونگپو
بخش دونگپو (به لاتین: Dongpo District) یک منطقهٔ مسکونی در جمهوری خلق چین است که در مایشان واقع شده‌است.